# Anna Kapica
Anna Kapica (ur. 26 maja 1980) – polska lekkoatletka uprawiająca biegi długodystansowe, specjalizująca się w biegu 24-godzinnym.

## Życiorys
W 2022 roku podczas Mistrzostw Polski w biegu 24-godzinnym w Pabianicach zdobyła brązowy medal z wynikiem 214,051 km.
W 2023 roku podczas Mistrzostw Polski w biegu 24-godzinnym w Pabianicach zdobyła brązowy medal z wynikiem 223,708 km.
Podczas Mistrzostw Świata w biegu 24-godzinnym w Tajpej zdobyła złoty medal drużynowo z wynikiem 226,759 km.
W 2024 roku podczas Mistrzostw Polski w biegu 24-godzinnym w Pabianicach zdobyła srebrny medal z wynikiem 232,533 km.
W 2025 roku podczas Mistrzostw Polski w biegu 6-godzinnym w Warszawie zdobyła brązowy medal z wynikiem 68,407 km.

## Osiągnięcia
| Rok  | Impreza                                      | Miejsce | Konkurencja   | Pozycja     | Wynik     |
| ---- | -------------------------------------------- | ------- | ------------- | ----------- | --------- |
| 2023 | Mistrzostwa Świata w biegu 24-godzinnym 2023 | Tajpej  | indywidualnie | 20. miejsce | 226 759 m |
| 2023 | Mistrzostwa Świata w biegu 24-godzinnym 2023 | Tajpej  | drużynowo     | 1. miejsce  | 726 552 m |